# Stefan Bellmont
Stefan Bellmont (Cham, 3 mei 1989) is een Zwitserse darter.

## Carrière
Bellmont bereikte in 2015 de halve finale van het Swiss Open, dat georganiseerd werd door de British Darts Organisation. Een jaar later wist hij zich te kwalificeren voor de Winmau World Masters en in 2018 werd hij Zwitsers kampioen in het enkel- en dubbelspel. Het jaar daarop zegevierde hij opnieuw in het dubbelspel. In 2019 plaatste hij zich bij de laatste zestien spelers op de WDF World Cup.
Door deel te nemen aan de Europese Q-School in januari 2019 probeerde Bellmont een tourkaart van de Professional Darts Corporation te bemachtigen en zo toegang te krijgen tot het professionele circuit. Dat lukte hem echter niet. In mei van dat jaar wist hij zich wel als eerste Zwitser voor een European Tour-evenement te plaatsen. Tijdens de European Darts Grand Prix verloor hij in de eerste ronde van Jeffrey de Zwaan.
De Zwitser plaatste zich ook voor het Czech Darts Open 2019 en European Darts Grand Prix 2020. In de eerste ronde werd hij uitgeschakeld door respectievelijk Danny Noppert en Nico Kurz. Begin 2021 nam Bellmont weer deel aan de Europese Q-School, maar opnieuw wist hij geen tourkaart te bemachtigen.

### 2022
In maart nam Bellmont deel aan het German Darts Championship, waarop hij in de eerste ronde werd uitgeschakeld door Dave Chisnall. Niet veel later wist de Zwitser zijn eerste titel bij de PDC te winnen: op 1 april versloeg hij Karel Sedláček met een score van 5-4 in de finale van Challenge Tour 7. In mei volgden weer deelnames aan European Tour-evenementen. Op de European Darts Grand Prix was Martin Lukeman te sterk en tijdens het Dutch Darts Championship was de Zwitser niet opgewassen tegen Mervyn King.
Samen met Thomas Junghans nam Bellmont in juni deel aan de World Cup of Darts. Het was voor het eerst dat Zwitserland was vertegenwoordigd op het toernooi. In de eerste ronde bleek het Nieuw-Zeelandse duo, bestaande uit Ben Robb en Warren Parry, te sterk.

### 2023
Tijdens het Belgian Darts Open in mei wist Bellmont langs Robert Owen te gaan, waarna hij niet tegen Rob Cross bleek opgewassen. Diezelfde maand nam de Zwitser deel aan het Czech Darts Open, waarop hij wist te zorgen voor de uitschakeling van Rowby-John Rodriguez in de eerste ronde. In de tweede ronde werd Bellmont zelf gestopt door Dimitri Van den Bergh.
Op de World Cup of Darts kwam Bellmont uit voor zijn thuisland samen met Marcel Walpen. In de groepsfase waren de duo's uit Italië en Zweden te sterk.
In augustus bereikte de Zwitser de finale van Challenge Tour 18, waarin hij het moest afleggen tegen Cameron Crabtree.

### 2024
In januari versloeg Bellmont de Hongaar Pál Székely met een uitslag van 5-0 in de finale van Challenge Tour 4.
In juni won Bellmont zijn eerste rankingtoernooi bij de WDF. Tijdens het Helvetia Open in Zwitserland versloeg hij onder meer Martyn Turner en Matthew Edgar, waarna hij in de finale met 5-4 won van Mike Gillet.
Opnieuw was Bellmont deel van het Zwitserse duo op de World Cup of Darts. Ditmaal speelde hij samen met Bruno Stöckli. De tweetallen uit Zuid-Afrika en Noord-Ierland waren in de groepsronde te sterk.
Door Jimmy van Schie, die acht wedstrijdpijlen miste, met 7-6 te passeren in de finale van de West Europe Qualifier plaatste Bellmont zich als eerste Zwitser ooit voor het PDC World Darts Championship. In de eerste ronde was Jermaine Wattimena met 3-0 te sterk. Bellmont gooide ruim 92 gemiddeld.

### 2025
Bellmont bereikte op 17 januari de finale van Challenge Tour 01 door onder meer Brian Raman, Steve West en Damian Mol te verslaan. Beau Greaves won het toernooi ten koste van de Zwitser. Twee dagen later, op 19 januari schreef Bellmont Challenge Tour 05 op zijn naam. In de finale ging hij voorbij aan Danny Jansen. In mei won de Zwitser ook Challenge Tour 14, waarbij hij Keegan Brown klopte in de finale.
Samen met Alex Felhmann kwam Bellmont op de World Cup of Darts 2025 uit voor hun thuisland. Ze verloren van de spelers uit Kroatië en wonnen van de darters uit Japan in de groepsfase. De knock-outfase werd bereikt, maar daarin zorgde het koppel uit Ierland voor de uitschakeling van de Zwitsers.

## Resultaten op Wereldkampioenschappen

### WDF

#### World Cup
- 2023: Laatste 32 (verloren van Carles Arola met 0-4)

### PDC
- 2025: Laatste 96 (verloren van Jermaine Wattimena met 0-3)